# GSP Bigfoot 3
GSP Bigfoot 3 – буровий тендер, який станом на початок 2020-х належить румунській компанії Grup Servicii Petroliere.
Судно спорудили в 1994 році на верфі Sabah Shipyard у Лабуані (Малайзія). Воно обладнане двома кранами вантажопідйомністю 100 та 20 тон, а на борту можливе проживання до 110 осіб. Судно несамохідне та має переміщуватись до місця виконання робіт на буксирі. Доставка людей та вантажів може здійснюватись за допомогою майданчику для гелікоптерів, здатного приймати машини Sikorsky S-16N та Sikorsky S-92.
До 2009-го судно носило назву Al Baraka 1, потім до 2011-го було Global Emerald, а далі стало Glen Esk. В 2014-му судно придбала компанія Energean, яка веде у Греції розробку родовищ басейну Тасос (північна частина Егейського моря). Судно отримало назву Energean Force та кілька років працювало у Егеїді. З 2015-го по 2018-й роки за його сприяння спорудили 9 свердловин (включаючи похило-спрямовані, виведені з платформи родовища Прінос до родовищ Прінос-Північ та Епсілон), а також провели 3 операції капітального ремонту.
Не пізніше осені 2020-го новим власником судна стала румунська компанія Grup Servicii Petroliere, яка дала йому назву GSP Bigfoot 3. Після цього судно привели до чорноморського порту Констанца.